# Dolf van der Nagel
Dolf van der Nagel, de son nom complet Rudolf Cornelis van der Nagel, né le 28 mai 1889 à Buitenzorg et mort le 14 octobre 1949 à La Haye, est un footballeur international néerlandais. Il évoluait au poste de milieu de terrain.

## Biographie

### En club
Dolf van der Nagel débute à Alcmaria Victrix (en) en 1908.
Il joue dans le club du CVV Velocitas (nl) de 1909 à 1912,.
Van der Nagel rejoint le Koninklijke HFC en 1912,.
Avec ce club, il remporte notamment la Coupe des Pays-Bas en 1913.
Il évolue sous les couleurs du HVV La Haye de 1914 à 1916,.

### En équipe nationale
International néerlandais, Dolf van der Nagel dispute son unique match en sélection le 17 mai 1914 contre le Danemark en amical (défaite 2-3 à Copenhague),.
Il fait partie de l'équipe des Pays-Bas médaillée de bronze aux Jeux olympiques de 1912 mais il ne dispute aucun match durant le tournoi.

## Palmarès

### En club
Koninklijke HFC
- Coupe des Pays-Bas :
  - Vainqueur : 1912-13.

### En sélection
Pays-Bas
- Jeux olympiques :
  -  Bronze : 1912.